# Coktel Vision
Coktel Vision war ein französischer Spieleentwickler und Publisher, der von 1984 bis 2005 tätig war. Schwerpunkt des Studios waren Comicumsetzungen, Adventures und Edutainment-Spiele.

## Geschichte
Coktel Vision wurde 1984 von Roland Oskian gegründet, einem ehemaligen Angestellten der Luftfahrtsparte des französischen Konzerns Matra. Zu Beginn hatte die Firma nur wenige angestellte Programmierer und operierte von Oskians Wohnhaus in Boulogne-Billancourt bei Paris aus; Oskian erstellte neben seinen Managementaufgaben die Musik für die Spiele, seine Ehefrau zeichnete die Grafiken. Die Spiele erschienen zunächst nur für die in Frankreich populären Heimcomputer Thomson MO5, Thomson TO7 und Schneider CPC. Auf dem deutschen Markt wurden die Spiele ab 1986 exklusiv von Bomico vertrieben, in den Vereinigten Staaten übernahm Mindscape diese Aufgabe und in Großbritannien Firebird. Zu diesem Zeitpunkt war die Firma eines der ersten international wahrgenommenen französischen Softwarestudios.
Nach einigen finanziell erfolgreichen Projekten zog die Firma nach Meudon im Südwesten von Paris. Für die Programmierarbeiten wurde eine Tochterfirma (MDO) in Bordeaux gegründet. In den folgenden Jahren produzierte und veröffentlichte Coktel Vision zahlreiche Spiele auf Basis von lizenzierten Comiccharakteren (wie Asterix und Obelix, Leutnant Blueberry oder Lucky Luke) oder von historischen Romanvorlagen (wie 20.000 Meilen unter dem Meer oder Robinson Crusoe). Abseits der Comicumsetzungen produzierte Coktel Vision diverse Adventures mit Fokus auf der Narrative; wegen ihres besonderen, im Ausland als typisch französisch wahrgenommenen Erzähl- und Grafikstils galten diese Spiele der Firma als inhaltlich hochwertig. Anlässlich der Veröffentlichung des Adventures Méwilo, das auf der Karibikinsel Martinique kurz vor Ausbruch der Montagne Pelée im Jahr 1902 spielt und von Muriel Tramis in Kooperation mit dem Schriftsteller Patrick Chamoiseau geschrieben wurde, wurde die Firma zu einem Empfang beim damaligen Premierminister Jacques Chirac geladen. Neben Tramis war mit Marianne Rougeulle (20,000 Leagues Under the Sea, Le Mystere de L’Ile Perdue, Objectif-Lernspielreihe) eine weitere Frau als Designerin bei Coktel tätig, was in der damals von Männern dominierten Computerspielebranche Seltenheitswert hatte. Die Firma hatte ein internationales Flair, am Firmensitz in Meudon waren neben der aus Martinique stammenden Tramis auch Briten, Deutsche, Spanier und laut Tramis „sogar ein rumänischer Programmierer (beschäftigt), der vor dem Ceaușescu-Regime geflohen war“. Firmengründer Oskian selbst hatte armenische Wurzeln. Coktel Vision ließ den Designern große Freiheiten bei Themen und Ausgestaltung, was zu für damalige Verhältnisse ungewöhnlich gesellschaftskritischen Spielen wie Tramis' Freedom: Die Krieger des Schattens führte, das den Spieler in die Rolle eines schwarzen Sklaven in der Karibik des 19. Jahrhunderts schlüpfen und ihn gegen seine weißen Besitzer rebellieren ließ. Tramis schrieb außerdem mit Emmannuelle, Geisha und Fascination drei Adventures mit erotischen Inhalten, was in den 1980er-Jahren im kommerziellen Bereich abseits von einfach gehaltenen Denk- und Kartenspielen wie Samantha Fox Strip Poker eine Besonderheit darstellte.
Ein drittes Standbein der Firma waren Edutainment-Spiele. Basierend auf einem Vorschlag des Programmierers Arnaud Delrue wurde bereits 1985 das auf französische Schulkinder ausgerichtete Englisch-Lernspiel Balade Au Pays De Big Ben (auf Deutsch etwa Spaziergang im Lande des Big Ben) produziert. Es folgten Spiele zu verschiedensten Bildungsthemen wie Mathematik, Biologie oder Technik, die teilweise unter dem Label „ADI“ erschienen und auf einen Einsatz im Schulunterricht ausgerichtet waren. 1991 kreierte Tramis die Figur des Außerirdischen Adibou (außerhalb des französischen Sprachraums Adiboo oder Addy), der fortan als Hauptcharakter der gleichnamigen Serie von Edutainment-Titeln diente.
1988 wurde das Label Tomahawk gegründet, das als Europa-Publisher für einige der Coktel-Vision-Spiele fungierte, insbesondere für die mit sexuellen Inhalten, auf denen nicht derselbe Markenname stehen sollte wie auf den Edutainment-Titeln.
1992 ging Coktel Vision eine wechselseitige Vertriebspartnerschaft mit dem US-amerikanischen Spieleproduzenten und -publisher Sierra On-Line ein: Coktel Vision trat als Vertrieb für Sierra-Spiele in Europa auf, während Coktel-Vision-Produkte von Sierra in den Vereinigten Staaten vertrieben wurden. Der finanzielle Erfolg des 1991 in Europa veröffentlichten Adventures Gobliiins auf dem nordamerikanischen Markt überzeugte das Sierra-Management, die französische Firma zu kaufen. Im Oktober 1993 wurde Coktel Vision für 5,3 Millionen US-Dollar (Stand 2020: ca. 7,8 Millionen Euro) von Sierra On-Line übernommen. Coktel Vision wies zu diesem Zeitpunkt einen jährlichen Umsatz von 75 Millionen Franc auf und beherrschte 35 % des europäischen sowie 75 % des französischen Edutainment-Marktes. Das französische Wirtschaftsmagazin Les Échos bezeichnete Coktel Vision anlässlich des Kaufs als „europäische Nummer Eins (im Bereich) Edutainment-Spiele“. Durch seine Firmenpolitik läutete Sierra allerdings das Ende von Coktel Vision ein, denn die Entwicklungskapazitäten der Franzosen wurden nach dem finanziellen Misserfolg des FMV-Adventures Urban Runner 1996 auf Anweisung von Sierra auf Edutainment-Spiele beschränkt. Nachdem Sierra nach einigen Besitzerwechseln Ende 1998 vom französischen Medienkonzern Havas aufgekauft worden war, verließ mit Roland Oskian 1999 einer der kreativen Köpfe Coktel Vision. Noch im selben Jahr wurde Havas wiederum vom französischen Konzern Vivendi übernommen. Vivendi, mittlerweile umbenannt in Vivendi Universal Publishing, schrieb 2002 hohe Verluste und stellte sein Geschäftskonzept um, unter anderem wurde die Entwicklung von Edutainment-Spielen zu externen Firmen ausgelagert, was de facto die Einstellung des Geschäftsbetriebs von Coktel Vision bedeutete. Die verbliebene Chefdesignerin Muriel Tramis verließ daraufhin das Unternehmen. 2005 kaufte der ehemals US-amerikanische und zu diesem Zeitpunkt französische Publisher Mindscape die Markenrechte und die verbliebenen Unternehmensbestandteile von Coktel Vision auf. Elf Angestellte wurden dabei übernommen, weitere Aktivitäten von Coktel Vision aber eingestellt. Mindscape nutzte den Markennamen Coktel Vision noch bis 2011.

## Veröffentlichte Spiele (Auswahl)
| Kürzel | System          | Kürzel | System            | Kürzel | System   |
| ------ | --------------- | ------ | ----------------- | ------ | -------- |
| AMI    | Commodore Amiga | C64    | Commodore 64      | CDI    | CD-i     |
| CPC    | Schneider CPC   | DOS    | MS-DOS            | IOS    | iOS      |
| MAC    | Macintosh       | MO5    | Thomson MO5       | ST     | Atari ST |
| TO7    | Thomson TO7     | WIN    | Microsoft Windows |        |          |

| Jahr | Titel                                 | Genre            | Systeme                     |
| ---- | ------------------------------------- | ---------------- | --------------------------- |
| 1985 | Poséidon                              | Textadventure    | CPC, MO5, TO7               |
| 1985 | La Malediction de Thaar               | Textadventure    | CPC, MO5, TO7               |
| 1986 | Astérix et la Potion Magique          | Action-Adventure | CPC, MO5, TO7               |
| 1986 | Le Mystere de L’Ile Perdue            | Jump ’n’ Run     | CPC                         |
| 1987 | Asterix and the Magic Carpet          | Action-Adventure | AMI, C64, CPC, DOS, ST, TO7 |
| 1987 | Blueberry                             | Adventure        | CPC, DOS, ST, TO7           |
| 1987 | Lucky Luke                            | Actionspiel      | C64, CPC, DOS, ST, TO7      |
| 1987 | Méwilo                                | Adventure        | AMI, CPC, DOS, ST, TO7      |
| 1988 | 20,000 Leagues Under the Sea          | Adventure        | AMI, CPC, DOS, ST           |
| 1988 | Freedom: Die Krieger des Schattens    | Strategie        | AMI, CPC, DOS, ST           |
| 1989 | E.S.S.                                | Simulation       | AMI, DOS, ST                |
| 1989 | Emmanuelle                            | Adventure        | AMI, DOS, ST                |
| 1990 | Geisha                                | Adventure        | AMI, DOS, ST                |
| 1990 | Paris Dakar 1990                      | Rennspiel        | AMI, DOS, ST                |
| 1991 | Fascination                           | Adventure        | AMI, DOS, ST                |
| 1991 | Gobliiins                             | Adventure        | AMI, DOS, IOS, MAC, ST      |
| 1992 | Gobliins 2: The Prince Buffoon        | Adventure        | AMI, DOS, IOS, MAC, ST      |
| 1992 | Inca                                  | Action-Adventure | CDI, DOS, MAC               |
| 1992 | Ween                                  | Adventure        | AMI, DOS, ST                |
| 1993 | Goblins 3                             | Adventure        | AMI, DOS, MAC               |
| 1993 | Lost in Time                          | Adventure        | DOS                         |
| 1995 | The Last Dynasty                      | Action-Adventure | WIN                         |
| 1995 | Woodruff and the Schnibble of Azimuth | Adventure        | WIN                         |
| 1996 | Urban Runner                          | Adventure        | WIN                         |